# Liste der Monuments historiques in Portet-sur-Garonne
Die Liste der Monuments historiques in Portet-sur-Garonne führt die Monuments historiques in der französischen Gemeinde Portet-sur-Garonne auf.

## Liste der Bauwerke
| Bezeichnung                                                             | Beschreibung                                      | Standort                  | Kennzeichnung | Schutzstatus | Datum | Bild           |
| ----------------------------------------------------------------------- | ------------------------------------------------- | ------------------------- | ------------- | ------------ | ----- | -------------- |
| Château de la Creuse                                                    | Schloss, erbaut im 16. Jahrhundert                | (Lage)                    | PA00094427    | Inscrit      | 1979  |                |
| Portal der Kirche St-Martin                                             | Erbaut im 14./15. Jahrhundert                     | (Lage)                    | PA00094428    | Inscrit      | 1953  | weitere Bilder |
| Pyramide de démarcation de la Guyenne et du Languedoc (Grenzmarkierung) | Erbaut in der zweiten Hälfte des 17. Jahrhunderts | Chemin du Castelet (Lage) | PA00094429    | Inscrit      | 1973  | weitere Bilder |